# Покровский собор (Великий Новгород)
Собор Покрова Богородицы (Покровский собор) — православный храм в Великом Новгороде, бывший собор Зверина-Покровского монастыря. Второй по величине действующий храм Новгородской епархии.
Является памятником архитектуры федерального значения, представляет собой характерный образ православного собора рубежа ХIХ—XX веков.

## Архитектура
Собор решён в духе эклектики с мотивами русского зодчества XVII века и представляет собой 6-столпный четверик, увенчанный широко расставленным луковичным пятиглавием с доминирующей центральной главой на круглых барабанах. Высота храма с крестом 25,5 метров. Фасады завершаются раскрепованным, богато декорированным карнизом, поверх которого возведены кокошники с килевидным завершением. Фасады храма украшают наборные оконные наличники, увенчанные 3-частными кокошниками с килевидным навершием.
Массивный центральный световой барабан имеет по основным осям 4 окна и по промежуточным — 4 ниши. Угловые глухие барабаны установлены на металлических балках, декорированы аркатурно-колончатым поясом.
В храме два боковых входа в неф: главный северный и южный.
Алтарной частью храм примыкает к старой Покровской церкви.

## История
Строительство Покровского собора началось с благословения архиепископа Новгородского и Старорусского Феогноста 25 июля (6 августа) 1899 года на месте приделов и паперти Покровской церкви. Инициатором постройки храма была игуменья Зверина монастыря Антонина (1894—1910). Строительство велось с июля 1899 года по сентябрь 1901 года.
30 сентября (13 октября) 1901 года, накануне праздника Покрова Богородицы, состоялось освящение храма, которое совершил архиепископ Новгородский и Старорусский Гурий во имя Покрова Пресвятой Богородицы. В собор были перенесены центральный иконостас, иконы и утварь из старой Покровской церкви.
7 (20) октября 1901 года архимандрит Вениамин освятил престол в северном нефе во имя святого Ионы, Архиепископа Новгородского. В соборе также был освящен придел в южном нефе — во имя иконы Божией Матери «Всех скорбящих Радость».

### Советский период
1 января 1930 года Новгородский Окружной исполком поддержал решение горсовета и постановил закрыть нескольких городских храмов, в том числе и Покровский собор. 10 января того же года это постановление было утверждено Президиумом ВЦИК. Зверин монастырь был упразднён, все его храмы были закрыты. Покровский собор был приспособлен под склад «хлебогрузов» Госхлебфонда.
В годы Великой Отечественной войны собор сильно пострадал в ходе боевых действий. В 1950 году было принято решение восстановить здание собора и приспособить его под областную торговую базу Главного управления по сбыту изделий лёгкой промышленности «Главлегсбыт». При этом архитектурный облик храма был значительно видоизменён.
Использование храма под склады продолжалось вплоть до передачи его в 1990 году Новгородской епархии Русской Православной Церкви.
5 июня 1989 года Новгородский областной Совет народных депутатов принял постановление № 173 о передаче в пользование епархиальному управлению Покровского собора. В мае 1990 года областная база Ростекстильторга освободила Покровский собор.
30 августа 1990 года в храме прошла первая служба, которую совершил епископ Новгородский и Старорусский Лев.

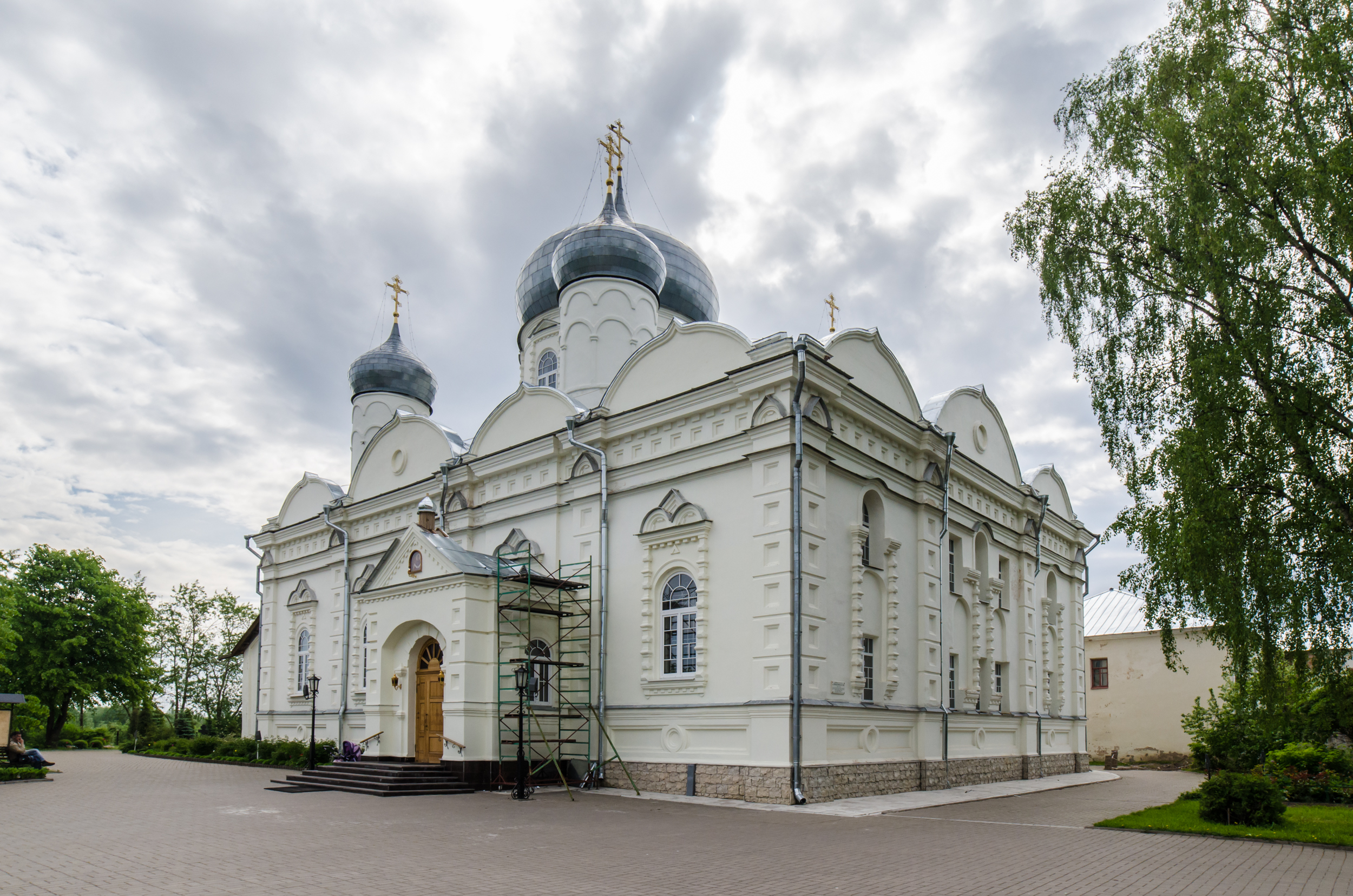
Вид с северо-запада

### Постсоветский период
28 марта 1995 года в Покровский собор перенесены мощи преподобного Саввы Вишерского, «обретённые из-под спуда» в ходе археологических раскопок в 1992 году на месте уничтоженного в 1979 году собора Савво-Вишерского монастыря.
В 1996 году был освящен южный придел собора в честь иконы Божией Матери «Всех скорбящих Радость».
В 1998 году переосвящён северный придел собора во имя святого преподобного Саввы Вишерского, чьи мощи и почивают в храме.
В 2001 году к 100-летию собора восстановлено пятиглавие и освящён центральный престол в честь Покрова Божией Матери.

## Иконостас церкви
Современный единый иконостас для 3 приделов разработан по типу русских иконостасов последней четверти XVIII — начала XIX веков. Расположение и состав икон соответствуют описи прежнего иконостаса начала XX века.